# Coenosia nigricoxa
Coenosia nigricoxa este o specie de muște din genul Coenosia, familia Muscidae, descrisă de Stein în anul 1920. Conform Catalogue of Life specia Coenosia nigricoxa nu are subspecii cunoscute.